# Lentinus striatulus
Lentinus striatulus är en svampart som beskrevs av Lév. 1846. Lentinus striatulus ingår i släktet Lentinus och familjen Polyporaceae.   Inga underarter finns listade i Catalogue of Life.